# 獅子座52
獅子座52，又名BD+14 2294，HD 93291、SAO 99282、HR 4209，是獅子座的一颗恒星，视星等为5.48，位于銀經230.54，銀緯58.15，其B1900.0坐标为赤經10h 41m 7.5s，赤緯+14° 58.15′ 22″。